# (4772) Frankdrake
(4772) Frankdrake – planetoida z głównego pasa planetoid okrążająca Słońce w ciągu 5,62 lat w średniej odległości 3,16 au. Odkryli ją Tsutomu Hioki i Nobuhiro Kawasato 2 listopada 1989 roku w Okutamie. Nazwa planetoidy upamiętnia Franka Drake’a (ur. 1930), astronoma z Instytutu SETI, pioniera w dziedzinie poszukiwań cywilizacji pozaziemskich.